# ديزموند باتريك كوستيلو
ديزموند باتريك كوستيلو (بالإنجليزية: Desmond Patrick Costello)‏ هو دبلوماسي ولغوي وجاسوس وسياسي نيوزلندي، ولد في 31 يناير 1912، وتوفي في 23 فبراير 1964. حزبياً، نشط في الحزب الشيوعي في بريطانيا العظمى (1930 – 1940).